# Organigrama
Un organigrama es la representación gráfica de la estructura de una empresa o cualquier otra organización, que incluye las estructuras departamentales y, en algunos casos, las personas que las dirigen, hacen un esquema sobre las relaciones jerárquicas y competenciales de vigor. 
Para la acepción de organigrama relativa a la representación gráfica de las operaciones sucesivas en un proceso informático, véase diagrama de flujo (también en informática, diagrama de flujo de datos y diagrama de flujo de proceso). 

## Organigrama de una organización
El organigrama es un modelo abstracto y sistemático que permite obtener una idea uniforme y sintética de la estructura formal de una organización: se puede basar en cualquier tema.
- Desempeña un papel informativo.
- Presenta todos los elementos de autoridad, los niveles de jerarquía y la relación entre ellos.

En el organigrama no se tiene que encontrar toda la información para conocer cómo es la estructura total de la empresa.
Todo organigrama tiene el compromiso de cumplir los siguientes requisitos:

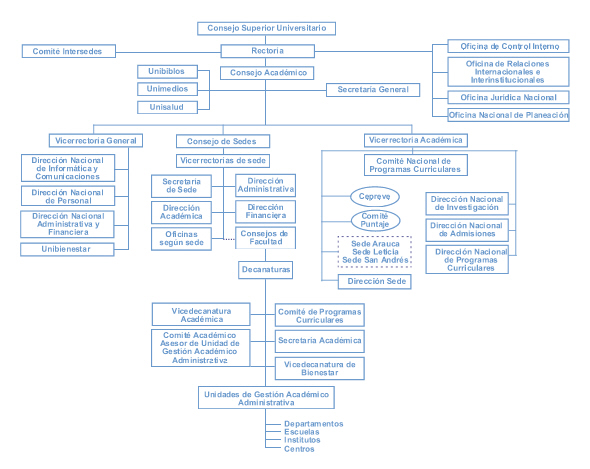

- Tiene que ser fácil de entender y sencillo de utilizar.
- Debe contener únicamente los elementos indispensables.

### Tipos de organigrama
Existen diferentes formas de clasificar los organigramas de la empresa, según su estructura, su contenido o la finalidad que persiguen.
Por su finalidad
- Informativos: muestra la información más relevante, resumiendo datos internos de la empresa.
- Analíticos: detectar la distribución de áreas, fugas de presupuesto, errores de logística, partidas de gastos, remuneraciones.
- Formales: planificación global o por departamentos para un funcionamiento óptimo, y se debe aprobar por el director o empleado de mayor rango.
- Informales: diseñado por cualquier trabajador sin la necesidad del visto bueno del jefe.

Por su representación gráfica y visual
- Vertical: Muestra las jerarquías según una pirámide, de arriba abajo.
- Horizontal: Muestra las jerarquías de izquierda a derecha.
- Mixto: Es una combinación entre el horizontal y el vertical de la estructura.
- Circular: La autoridad máxima está en el centro, y alrededor de ella se forman círculos concéntricos donde figuran las autoridades en niveles decrecientes.
- Por bloques: Se trata de una variante del organigrama tradicional basado en una pirámide.
- Escalar: Se usan sangrías para señalar la autoridad, cuanto mayor es la sangría, menor es la autoridad de ese cargo.
- Tabular: Es prácticamente escalar, solo que el tabular no lleva líneas que unen los mandos de autoridad.
- Integral: Se trata de un organigrama que representa la totalidad de la empresa.
- Estructural: Define la estructura o conformación de la organización definiendo las diferentes áreas.
- De Puestos, Plazas o Unidades; o Nominal: Define el nombre de los puestos o cargos, y/o el nombre del trabajador responsable de cada puesto.
- Operativo: Sirve para observar cuáles son las células administrativas u operativas en la organización, así como los vínculos y flujos que existen entre unidades afines. En este organigrama hay un gran peso en la jerarquía que tiene cada área dentro de la operación de la organización.
- Funcional: Define las funciones principales o específicas de cada área, puesto o cargo de la organización.

Por su naturaleza
- Microadministrativos: Se trata de un organigrama que representa una única empresa.
- Macroadministrativos: Cuando un negocio cuenta con varias empresas el organigrama que representa todas las unidades del negocio se denomina macroadministrativo.
- Masoadministrativo. Es el organigrama de todas las empresas de un sector.

Es importante tener en cuenta que ningún organigrama puede ser fijo o invariable. Es decir, un organigrama es una especie de fotografía de la estructura de una organización en un momento determinado.

### Usos de los organigramas
Los organigramas son gráficos que representan la estructura jerárquica y funcional de una organización. Se utilizan en diferentes ámbitos, tanto en el mundo empresarial como en el educativo, gubernamental y en cualquier ámbito en el que se busque visualizar de una forma sencilla la organización de un grupo de personas, entidades o incluso tareas.
Entre sus principales usos se encuentran:
- Clarificar la estructura organizativa: los organigramas son útiles para representar de manera visual la estructura de una organización, incluyendo la jerarquía y los niveles.
- Mostrar las relaciones y funciones: los organigramas también permiten representar las relaciones entre los distintos departamentos y áreas de una organización, así como las funciones específicas que cada uno de ellos cumple.
- Facilitar la toma de decisiones: al contar con una representación gráfica de la organización, se pueden identificar rápidamente los flujos de información y la toma de decisiones, lo que facilita la gestión y el control.
- Ayudar en la planificación y coordinación: los organigramas pueden ser utilizados para planificar y coordinar el trabajo en equipo y en la asignación de tareas y responsabilidades.

En definitiva, los organigramas son una herramienta muy útil para representar la estructura de una organización, lo que permite una gestión más eficiente y efectiva en cualquier ámbito en el que se requiera la organización de personas y entidades.